# Binnenland
Als Binnenland (aus mittelhochdeutsch und mittelniederdeutsch binnen, das aus bi innen = „innerhalb“ entstanden ist) werden die Festlandsregionen bezeichnet, die abseits des Meeres liegen.
Im kontinentalen Zusammenhang sind dies also diejenigen Gebiete eines Kontinents, die keinen direkten Zugang zum Meer haben. Die Begrenzung des Binnenlandes ist hierbei nicht klar festgelegt, die Übergänge vom Binnenland zum Küstenland bzw. Küstenvorland sind fließend.
Die Bezeichnung als Binnenland variiert je nach Größe eines Kontinents oder einer kontinentalen Teilregion. So werden in Europa bereits die wenige 50 km von der Küste entfernten Regionen als Binnenland bezeichnet (siehe Quelle, „kleinasiatisches Binnenland“), während im asiatischen und amerikanischen Kontext der Begriff „Binnenland“ für die zentralen Regionen des jeweiligen Kontinents benutzt wird (siehe Quelle „Binnenland-Feuchtgebiet“).
Mit Binnenland im engeren Sinne wird der durch einen Deich geschützte Küstenstreifen direkt hinter dem Deich bezeichnet.